# Poncin
Poncin je naselje in občina v jugovzhodnem francoskem departmaju Ain regije Rona-Alpe. Leta 1999 je naselje imelo 1.443 prebivalcev.

## Geografija
Kraj se nahaja v pokrajini Bugey ob reki Ain 31 km jugovzhodno od središča departmaja Bourg-en-Bresse.

## Administracija
Poncin je sedež istoimenskega kantona, v katerega so poleg njegove vključene še občine Boyeux-Saint-Jérôme, Cerdon, Challes-la-Montagne, Jujurieux, Labalme, Mérignat, Saint-Alban in Saint-Jean-le-Vieux s 6.041 prebivalci. 
Kanton je sestavni del okrožja Nantua.

1. ↑  »Populations légales 2016«. Nacionalni inštitut za statistične in gospodarske raziskave. Pridobljeno 25. aprila 2019.